# Helicobacter cinaedi
Helicobacter cinaedi é uma bactéria gram negativa, espiral, flagelada, não produz esporas e ao contrário de alguns outros helicobacter não produz urease.  Era conhecida como Campylobacter cinaedi até sua análise molecular em 1991, que levou a uma revisão do gênero Campylobacter. 

## Cultivo
Cresce lentamente a 35oC em condições de microaerofilias em um Agar "Trypticase Soy" II com 5% de sangue de carneiro. Pode ser encontrado no intestino de humanos e outros mamíferos.

## Patologia
H. cinaedi pode causar enterite, colite, celulite, artrite ou bacteremia com dano a mucosas em pessoas imunodeprimidas, alcoolistas ou no pós-operatório. É resistente a macrolídeos e fluoroquinolonas. Pode ser tratada com aminoglicosídeos ou tetraciclinas.